# Intense Pulsed Neutron Source
La Fuente de Neutrones Pulsados Intensos (Intense Pulsed Neutron Source; IPNS) era una instalación nuclear científica del Laboratorio Nacional Argonne. Localizada en Illinois (Estados Unidos) y dedicada a la investigación de la dispersión de neutrones, fue la primera fuente de neutrones pulsados del mundo abierta a usuarios externos, y comenzó a operar en 1981. La instalación dejó de funcionar en enero de 2008, después de que una ley ómnibus obligara a la Oficina de Ciencia Básica (BES) a cesar las operaciones en el IPNS.